# بوده‌خرافن
بوده‌خرافن (به هلندی: Bodegraven) یک منطقهٔ مسکونی در هلند است که در بوده‌خرافن-ریوویک واقع شده‌است. بوده‌خرافن ۳۸٫۵۰ کیلومتر مربع مساحت و ۱۹٬۳۴۸ نفر جمعیت دارد.

## خواهرخوانده
شهر Terrasson-Lavilledieu خواهرخواندهٔ بوده‌خرافن هست.